# HD153720
HD153720 — хімічно пекулярна зоря спектрального класу A7, що має видиму зоряну величину в смузі V приблизно  6,8.
Вона  розташована на відстані близько 308,9 світлових років від Сонця.